# Bristol Bullfinch
Bristol Bullfinch là một loại máy bay quân sự thử nghiệm của Anh trong thập niên 1920. Các biến thể được chế tạo gồm một tầng cánh và hai tầng cánh, nhưng không thành công, chỉ có 3 mẫu thử được chế tạo.

## Biến thể
Type 52 Bullfinch Mk I
Type 53 Bullfinch Mk II

## Quốc gia sử dụng
Anh Quốc
- Không quân Hoàng gia

## Tính năng kỹ chiến thuật (Bullfinch I)
Dữ liệu lấy từ Bristol Aircraft Since 1910 
Đặc điểm tổng quát
- Kíp lái: 1 (Bullfinch I) hoặc 2 (Bullfinch II)
- Chiều dài: 24 ft 5 in (7,44 m)
- Sải cánh: 38 ft 5 in (11,71 m)
- Chiều cao: 10 ft 9 in (3,28 m)
- Diện tích cánh: 267 ft² (24,8 m²)
- Trọng lượng rỗng: 2.175 lb (989 kg)
- Trọng lượng có tải: 3.205 lb (1.457 kg)
- Chiều dài (Bullfinch II): 27 ft 6 in (8,38 m)
- Diện tích cánh (Bullfinch II): 391 ft² (36,3 m²)
- Trọng lượng rỗng (Bullfinch II): 2.495 lb (1.134 kg)
- Trọng lượng có tải (Bullfinch II): 4.088 lb (1.858 kg)

 Hiệu suất bay 
- Vận tốc cực đại: 117 kn (135 mph, 217 km/h) trên độ cao 15.000 ft (4.600 m)
- Trần bay: 22.000 ft (6.700 m)
- Tải trên cánh: 12 lb/ft² (58,8 kg/m²)
- Thời gian bay: 4 h
- Vận tốc cực đại (Bullfinch II): 104 knot (120 mph, 193 km/h)
- Trần bay (Bullfinch II): 18.000 ft (5.500 m)
- Lực nâng cánh (Bullfinch II): 10,5 lb/ft² (51,2 kg/m²)

Trang bị vũ khí

- 2 × Súng máy Vickers.303 in (7,7 mm)
- 1 × Súng máy Lewis.303 in (7,7 mm) (Bullfinch II)